# Hôn nhân cùng giới ở Pháp
Hôn nhân đồng tính trở thành hợp pháp tại Pháp từ ngày 17 tháng 5 năm 2013. Đây là quốc gia thứ mười ba trên thế giới cho phép các cặp đồng tính kết hôn. Pháp luật này cũng áp dụng đối với các tỉnh hải ngoại và lãnh thổ hải ngoại thuộc Pháp. Đạo luật này vấp phải sự phản đối của đảng đối lập UMP, và đảng này nộp đơn kiện lên Hội đồng Hiến pháp. Tuy nhiên hội đồng này phán quyết đạo luật công nhận hôn nhân đồng tính.
Nghi lễ đồng tính chính thức đầu tiên diễn ra vào ngày 29 tháng 5 năm 2013 tại thành phố Montpellier.

## Lịch sử

### 2012-13
Gia tăng quyền hôn nhân đồng tính và cho phép họ xin con về nuôi là một trong những cam kết của Tổng thống Francois Hollande khi ông vận động tranh cử năm 2012.
Ngày 12 tháng 2 năm 2013, các nhà làm luật ở Hạ viện thông qua đề luật 2013-404, theo đó các cặp đồng tính được quyền lấy nhau hợp pháp cũng như được xin con về nuôi. Đạo luật được thông qua với tỉ số 329 thuận trên 229 phiếu chống, với 10 phiếu khiếm diện. Sau đó chỉ chờ quyết định ở Thượng viện trước khi chính thức trở thành luật.